# Danny Bloes

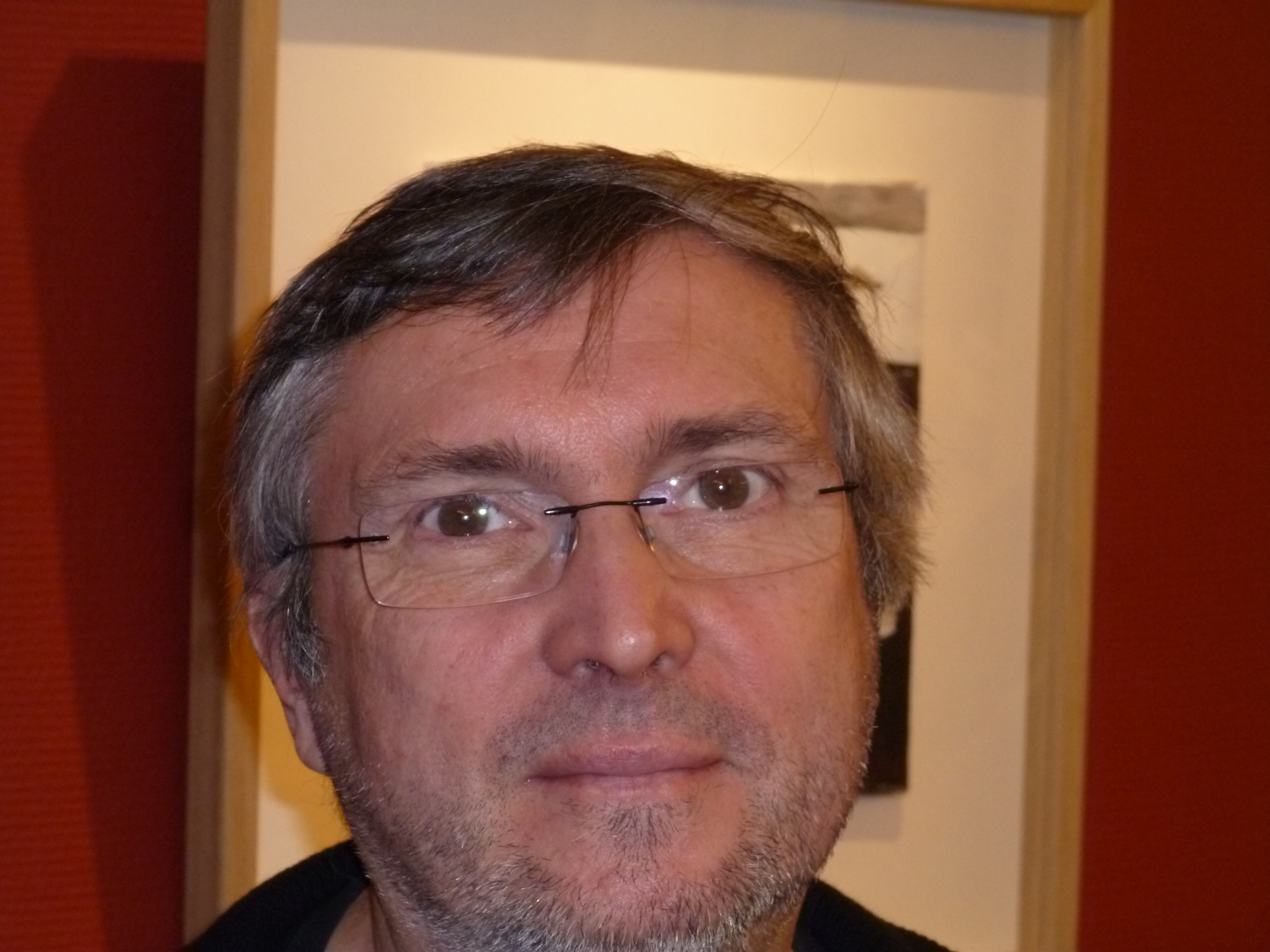
Danny Bloes

Danny Bloes (Oostende, 1953) is een Belgisch beeldend kunstenaar, kunstschilder, tekenaar en aquarellist. Hij is bovendien ontwerper van monumentale kunst en van juwelen.
Hij kreeg zijn artistieke opleiding aan Sint-Lucas Beeldende Kunst in Gent, waar hij monumentale kunst studeerde. Hij verkreeg ook de meestergraad in schilderkunst. Hij werd benoemd tot leraar aan de Kunstacademie aan Zee KAZ in Oostende. Hij is gehuwd met de keramiste Arlette Vandenbroucke.

## Oeuvre
Doorheen zijn hele gevarieerd en complex oeuvre heeft hij een eigen weg gevolgd. Hij houdt zich afzijdig van actuele trends in de kunst en zoekt een eigen esthetische en harmonieuze beeldtaal. Hij werkt op vlakke en driedimensionale dragers in olie, acryl of met sanguine (rood krijt). De afwerking is steeds secuur en met groot raffinement. Zelf geeft hij geen titels aan zijn werken. Hij verlangt van de toeschouwer een eigen subjectieve interpretatie die uitgaat van zijn eigen wereld en niet die van de kunstenaar.
Zijn eerste schilderijen neigen naar de fantastische kunst waarin mens en machine verweven lijken. Hij schept een irreële wereld, een eigen universum vol mysterie met onaardse wezens, marionetten, naakten of figuren die aan het oude Egypte doen denken. Later evolueerde hij meer naar een eigen symbolische beeldtaal vol metaforen. Een aantal werken vertonen bizarre architectonische structuren, onmogelijke perspectieven of geometrisch abstracte figuren. Hij is in recente jaren ook overgaan tot digitale beeldbewerking met fantasievolle realisaties. Hij maakte eveneens een aantal foto's van strand en zee die doen denken aan het lijnenspel in abstracte schilderijen.
In de periode 1981-1982 ontwierp en realiseerde hij een wanddecoratie voor de Rijksscholencampus te Brugge.

## Behaalde prijzen
- Hij behaalde in 1980 een eerste prijs in de nationale wedstrijd voor beeldende kunst "De Kelle 1980".
- In 1989 verkreeg hij de eerste prijs voor schilderkunst "Anto Diez".
- In 1991 werd hij geselecteerd voor de vijfde Internationale Biënnale voor Grafiek, Taipei (Taiwan).

## Tentoonstellingen
Bloes heeft deelgenomen aan een groot aantal individuele tentoonstellingen en groepstentoonstellingen. Hij kreeg in 2011 een overzichtstentoonstelling in het Cultureel Centrum Staf Versluys in Bredene.

## Musea
- Museum voor religieuze kunst en Mu.ZEE, Oostende
- Etsen in het bezit van de Koninklijke Bibliotheek Albert I, Brussel
- Veel werken bevinden zich in privébezit: België, Nederland, Frankrijk, Zwitserland, Duitsland, VS